# Martin Lee
Martin Lee (ur. 8 czerwca 1938 w Hongkongu) – hongkoński polityk, działacz społeczny, przewodniczący i założyciel głównej przeciwnej zacieśnianiu relacji z ChRL partii w Hongkongu - Partii Demokratycznej.
Z zawodu jest adwokatem. Był przewodniczącym Izby Adwokackiej w Hongkongu. Poparł studenckie protesty na placu Niebiańskiego Spokoju i popiera prodemokratyczną opozycję w Chinach. Założył partię Zjednoczeni Demokraci Hongkongu i Partię Demokratyczną. W latach 1998–2008 był członkiem Rady Legislacyjnej Hongkongu. W wyniku protestów w 2019 roku został skazany na 11 miesięcy więzienia. Po wprowadzeniu ustawy o bezpieczeństwie narodowym w Hongkongu zaprzestał działalności publicznej. Według informacji medialnych miał być nominowany do Pokojowej Nagrody Nobla w 2021 roku.